# Alphamenes insignis
Alphamenes insignis är en stekelart som först beskrevs av Fox 1899.  Alphamenes insignis ingår i släktet Alphamenes och familjen Eumenidae. Utöver nominatformen finns också underarten A. i. loquax.